# Липовка (приток Чулпана)
Ли́повка  — река в России, протекает по Бижбулякскому и Альшеевскому районам Башкортостана.
Местоположение истока — в безлесной местности Альшеевского района к югу от деревни разъезда Гайны. Далее протекает мимо деревни Клиновка и затем течет по лесистой местности, где принимает ряд безымянных притоков. Впадает в р. Чулпан (Сыльна) у деревни Рудники Бижбулякского района.
Длина реки составляет приблизительно 8,5 км.